# Caenogastropoda
Caenogastropoda é um clado, estabelecido pela primeira vez por Leslie Reginald Cox em 1960, que compreende um grande e diverso grupo majoritariamente composto de gastrópodes marinhos. Ele combina os antigos taxa Mesogastropoda e Neogastropoda.
Este clado era classificado anteriormente como Monotocardia de acordo com Mörch em 1865 mas, desde então, tem passado por algumas revisões e renomeamento.
Caenogastropoda contém a grande maioria dos moluscos marinhos providos de concha, includindo os litorinídeos, cipreídeos, epitoniídeos e caramujos com cones.

## Morfologia
Estes moluscos caracterizam-se por apresentarem torção (característica anatômica que consiste na rotação de 180˚ da massa visceral, do manto e da concha em relação à cabeça e ao pé do gastrópode) e por isso foram incluídos num grupo previamente chamado de Streptoneura ("nervos torcidos"), também conhecido como Prosobranchia. Este grupo caracteriza-se por possuir uma única aurícula no coração e apenas um par de camadas no ctenídio (brânquias). Equivalem aos Monotocardia ou Pectinobranchia de autores antigos.
Tomando-se por base a anatomia da rádula, Caenogastropoda podem ser divididos em dois grupos maiores:
- Taenioglossa (do latim taenio, que significa fita): Compreendem os antigos Mesogastropoda, que possuem tipicamente sete dentes em cada fileira radular.
- Stenoglossa (de steno: estreito): Trata-se dos antigos Neogastropoda, os quais possuem de 1 a 3 dentes por fileira.

## Taxonomia
De acordo com uma taxonomia de gastrópodes de 1997 proposta por Ponder & Lindberg, Caenogastropoda eram classificados como uma superordem. Em uma classificação mais recente, de Bouchet & Rocroi (2005), Caenogastropoda se tornou um dos principais clados de gastrópodes, abrangendo:
- subtaxa de posição incerta (incertae sedis)
- grupo informal Architaenioglossa
- clado Sorbeoconcha
- clado Hypsogastropoda